# Ruslan Otverčenko
Ruslan Jurijovyč Otverčenko (in ucraino Руслан Юрійович Отверченко?; Ulan Bator, 6 gennaio 1990 – Kiev, 15 gennaio 2023) è stato un cestista ucraino.
Morì nel 2023, a 33 anni, per le complicazioni di problemi cardiaci.

## Carriera
Con l'Ucraina disputò i Campionati europei del 2017.

## Palmarès
- Campionato ucraino: 1

Budivelnyk Kiev: 2016-17